# Savage Garden
Savage Garden va ser un famós duet de pop procedent d'Austràlia que estigué en actiu des de 1993 a 2001. Estava format per dues figures masculines Darren Hayes (vocalista) i Daniel Jones (piano, guitarra i sintetitzador). Tot i publicar només dos àlbums d'estudi, tingueren diversos èxits a finals dels anys 90 com ara "I Want You", "To the Moon and Back" o "The Animal Song", però el seu major èxit fou "Truly Madly Deeply", amb el qual es feren populars arreu del món.

## Història

### Formació
L'any 1993, el productor musical i multiinstrumentista Daniel Jones va col·locar un anunci al diari local de Brisbane Time Off on buscava un vocalista per la banda Red Edge. Darren Hayes, que aleshores estudiava a la universitat de Brisbane, va respondre l'anunci i es va unir al grup després de la primera audició. A mitjans de 1994, Jones i Hayes van deixar la banda per continuar la seva carrera musical junts formant un duet, que es va anomenar "Savage Garden" en referències a un vers extret de The Vampire Chronicles d'Anne Rice ("The mind of each man is a savage garden...") de la qual és seguidor Hayes. A finals d'any ja havien escrit prou cançons per editar una demo, que van enviar a diverses segells discogràfics de tot el món. Durant el 1995 van entrar a l'estudi de gravació per enregistrar el seu àlbum de debut.

### Àlbum de debut (1996)
El juliol de 1996, amb la col·laboració de Roadshow Music, la banda va llançar el seu primer senzill "I Want You". A Austràlia aconseguí una enorme repercussió ràpidament i va esdevenir el senzill més venut de l'any per un grup o artista australià. L'èxit del senzill va atraure l'atenció de diverses discogràfiques estatunidenques. Després d'una important lluita, Columbia Records va signar amb la banda i al novembre, el segon senzill "To the Moon and Back" fou publicat per esdevenir també un èxit i arribar a la primera posició de la llista de senzills al gener. "I Want You" fou llançat als Estats Units el febrer de 1997 arribant a la quarta posició de la llista. El tercer senzill "Truly Madly Deeply" fou llançat a Austràlia el març esdevenint número 1 just abans de llançar el primer senzill a Europa. Paral·lelament es va publicar l'àlbum que recollia aquests senzills amb el mateix nom del grup, primer a Austràlia i dues setmanes després a la resta del món. Al seu país natal, el disc es va mantenir en la primera posició d'àlbums durant disset setmanes.
Al juny van publicar el quart senzill a Austràlia "Break Me Shake Me" mentre l'àlbum arribava a la tercera posició de la llista estatunidenca esdevenint disc d'or. Durant l'estiu, l'àlbum va aconseguir les certificacions de set discs de platí a Austràlia, triple platí al Canadà i doble platí a Nova Zelanda entre d'altres. També fou nominat a tretze premis en els ARIA Awards australians, dels quals en van guanyar deu trencant un record que encara segueix vigent. Degut a la popularitat aconseguida, a final d'any van llançar a Austràlia "Universe" i el gener de 1998 el seu darrer senzill titulat "All Around Me". Mentrestant, als Estats Units van publicar "Truly Madly Deeply" que va accedir directament al número 1 de senzills esdevenint la cançó que més va sonar a les emissores de ràdio del país i també l'únic senzill en estar tot un any sencer entre els trenta millors de la llista Billboard Hot 100. Al final de 1998 també van llançar el senzill "Santa Monica" exclusivament al Japó.
El seu àlbum de debut els va permetre conquerir el món de la música i convertir Darren Hayes i Daniel Jones en estrelles internacionals. Finalment, Savage Garden va aconseguir les certificacions de dotze discs de platí a Austràlia, set de platí als Estats Units i doble platí al Regne Unit.

### Affirmation(1999)
Sense encara data de llançament del nou treball, el febrer de 1999 van publicar la cançó "The Animal Song" per a la pel·lícula The Other Sister. El senzill va esdevenir un hit a Austràlia i als Estats Units, però fins al setembre no van llançar el segon senzill "I Knew I Loved You". Ja al novembre, finalment van publicar el seu segon àlbum anomenat Affirmation a tot el món. Al cap d'un mes fou certificat amb disc de platí als Estats Units, especialment gràcies a l'èxit del segon senzill, que va arribar a la posició més alta de la llista i fou la cançó més escoltada en les emissores de ràdio d'aquest país durant tot l'any. Abans de finalitzar l'any foren guardonats amb dos premis Billboard Music Awards: Adult Contemporary Single of the Year i Hot 100 Singles Airplay of the Year.
El llançament del tercer senzill, "Crash and Burn", al febrer de 2000 va coincidir amb la desaparició del senzill "Truly Madly Deeply" (llançat el 1997) de la llista Billboard Adult Contemporary Airplay Chart, establint un rècord final de 123 setmanes dins la llista. Curiosament, aquest rècord fou batut pel segon senzill d'aquest àlbum, "I Knew I Loved You", amb una marca final de 124 setmanes. Affirmation va confirmar la maduració musical del duet malgrat no arribar a les mateixes cotes comercials que l'àlbum anterior.
El juny de 2000, Darren Hayes va cantar "O Sole Mio" amb Luciano Pavarotti en el seu concert de beneficència anual anomenat Pavarotti and Friends.

### Separació
A finals del 2000 van aparèixer les primeres especulacions sobre la dissolució de Savage Garden, ja que Darren Hayes tenia la intenció d'iniciar un projecte en solitari. En el web del grup van anunciar que el duet es prenia un temps de descans perquè Jones treballaria en el segell discogràfic que havia creat i Hayes continuaria la seva carrera musical. La previsió inicial era que es tornarien a ajuntar el 2002 però a l'octubre de 2001 van confirmar la separació definitiva dels seus membres. Posteriorment, Hayes va explicar que va prendre aquesta decisió perquè volia seguir dins la indústria musical mentre Jones no se sentia feliç amb la fama que havia aconseguit el grup. Per altra banda, en una altra entrevista va declarar que només tornaria a treballar amb Jones en el cas que això servís per curar el càncer.
El primer senzill de Darren Hayes fou "Insatiable", llançat el 2002 amb l'àlbum Spin. Posteriorment va llançar diversos àlbums en solitari però la seva trajectòria comercial anà decreixent progressivament.
L'any 2005 es va publicar un CD especial titulat Truly Madly Completely: The Best of Savage Garden, un recopilatori dels èxits de Savage Garden amb cares-B, un documental anomenat Parallel Lives i una nova cançó titulada "So Beautiful".
Per celebrar el vintè aniversari de la formació de la banda, va aparèixer una nova compilació titulada Savage Garden: The Singles el 12 de juny de 2015. Tal com indica el títol, aquest treball inclou tots els senzills publicats per la banda a més d'una demo encara no llançada que es titula "She". Aquesta cançó fou composta per Darren Hayes sobre la seva relació amb diverses dones de la seva vida, ja sigui la seva mare, germana o amigues. L'àlbum també va incloure un DVD extra dels videoclips musicals tan en les versions internacionals com les australianes. Aquest llançament va anar acompanyat per una republicació dels dos àlbums d'estudi que va editar la Savage Garden durant la seva curta trajectòria, que també van incloure cançons extres i actuacions en directe.

## Discografia
- Savage Garden (1997)
- Affirmation (1999)